# BR-319
A BR-319, oficialmente Rodovia Álvaro Maia, mais conhecida como Rodovia Manaus–Porto Velho, é uma rodovia federal diagonal brasileira que inicia no município de Manaus, capital do Amazonas, e finaliza em Porto Velho, capital de Rondônia. Com 885 quilômetros, é a única rodovia que liga os estados do Amazonas e de Roraima com Rondônia, e, consequentemente, com o restante do Brasil.
Inaugurada em 1976, a rodovia estava completamente pavimentada, garantindo o tráfego e o tempo de viagem de Manaus a Porto Velho estava estimado em 12 horas. Por falta de manutenção, foi fechada em 1988 e reaberta esporadicamente. Em 2015, a empresa Eucatur voltou a explorar linhas de ônibus entre as capitais dos estados do Amazonas e de Rondônia, porém, meses depois, foram desativadas por falta de trafegabilidade.
Partindo de Manaus, a rodovia apresenta boa trafegabilidade até o km 215. A partir do rio Tupana, se torna dificultoso. Há partes em que a estrada de terra batida permite o tráfego, mas há partes onde a rodovia é somente de barro, no chamado “trecho do meio”, entre o 198 km ao 250 km; rodeado de 28 unidades de conservação ambiental. Seguindo em boas condições de Humaitá à Porto Velho.

## História

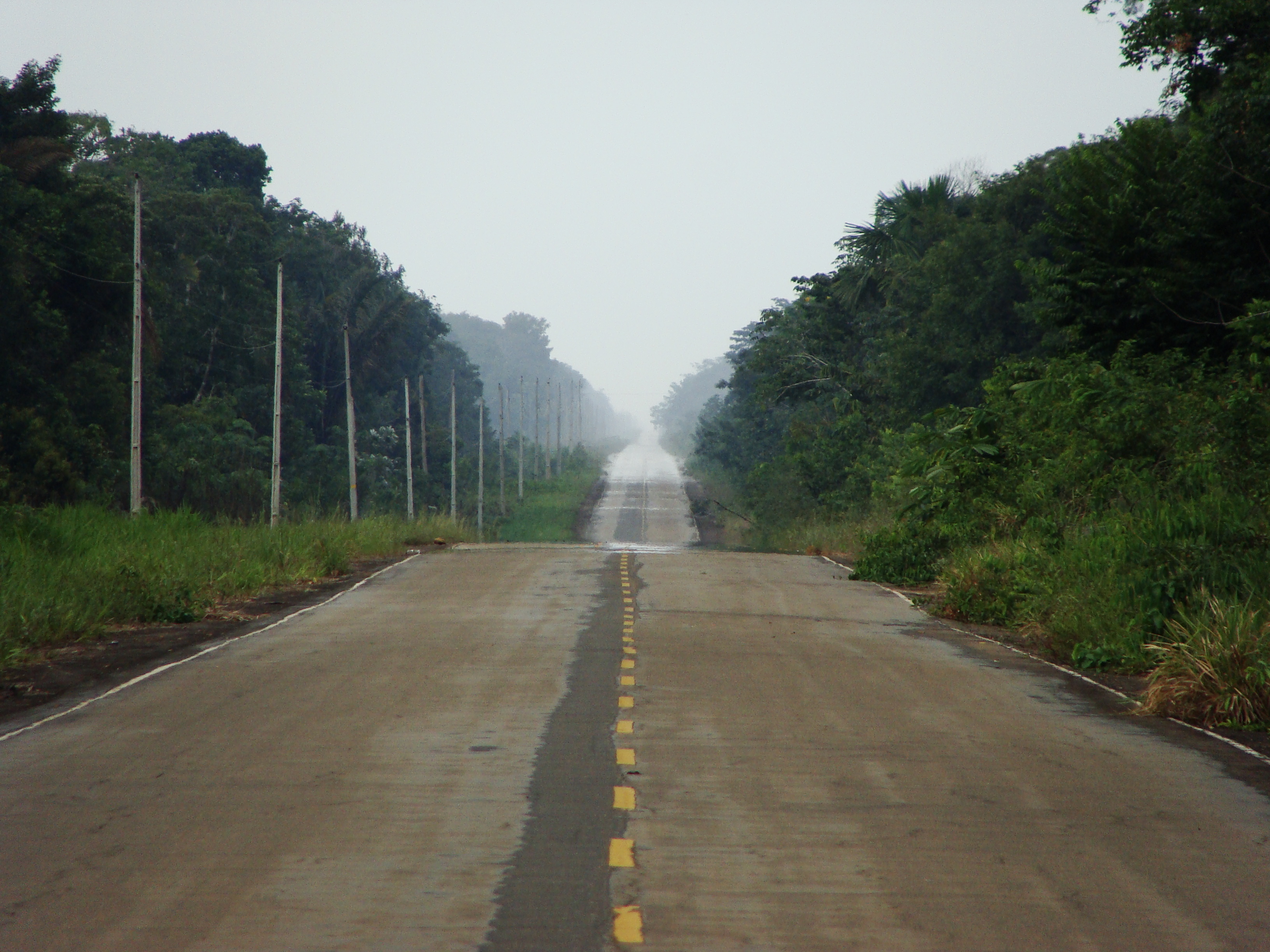
Trecho pavimentado da rodovia.

### Projeto de integração nacional
Baseando-se na construção de rodovias e em incentivos à migração, a intenção do Governo Federal era possibilitar a ocupação da Amazônia de forma a garantir o controle estratégico sobre a região. Neste contexto, a BR-319 foi aberta e construída entre 1968 e 1973.
O asfaltamento da estrada foi concluído às pressas — chegaram a ser usadas coberturas de plástico para proteger o solo durante a época de chuvas — em que normalmente as obras são suspensas. A inauguração oficial aconteceu em 27 de março de 1976.
Notícias da época ressaltaram o discurso do então presidente Ernesto Geisel em que ele disse que a abertura da estrada acontecia em caráter experimental. A rodovia BR-319 exerceu papel fundamental na integração territorial após 1973, ano que começou a oferecer trafegabilidade, marcada pela realização da primeira viagem de ônibus. Desde então, um fluxo contínuo e constante de veículos passou a existir entre as cidades e vilas, ao longo do traçado rodoviário, composto pelas linhas de ônibus que interligavam Manaus às rodoviárias de Porto Velho, Cuiabá, Brasília e São Paulo. Nesse sentido ainda, não se pode deixar de fazer referência ao transporte de carga, já que, apesar da navegabilidade dos rios Amazonas e Madeira, uma parcela significativa do transporte de produtos alimentícios e de componentes para o Polo Industrial de Manaus ocorria pelo modal rodoviário até o início da década de 90.

### Indícios de sabotagem
Moradores de comunidades ao longo da BR-319 contam que a rodovia foi destruída por dinamites. Na época, não houve investigações sobre as denúncias. Mas os moradores dizem que tinha "gente poderosa", que não queria ver a rodovia funcionando.
| “ | Vi a estrada boa, boa, boa; e vi tirando [destruindo]. Eu vi o cara chegando e metendo o trator. [...] "assassinaram" [destruíram] a BR! | ” |

disse a parteira Tereza Alves, em entrevista ao portal de notícias G1.
Segundo o artigo 15.º da Lei de Segurança Nacional de 1983, a pena para esse tipo de crime pode chegar até 10 anos de reclusão.

Praticar sabotagem contra instalações militares, meios de comunicações, meios e vias de transporte, estaleiros, portos, aeroportos, fábricas, usinas, barragem, depósitos e outras instalações congêneres. Pena: reclusão, de 3 a 10 anos.— Art. 15.º da Lei de Segurança Nacional

### Fechamento e plano de recuperação
A BR-319 foi fechada por volta de 1988, quando a empresa que ainda explorava a linha Porto Velho–Manaus decidiu suspender os serviços, por falta de condições da estrada. Para diversas famílias que haviam trocado suas casas mais ao sul para tentar a vida nas imediações da estrada, o abandono da BR-319 significou o início de dificuldades.
Com o passar dos anos, o trecho entre Manaus e Humaitá foi sendo retomado pela floresta e hoje, em diversos trechos, não é possível ver sequer vestígios do asfalto. Em 1996, o então presidente Fernando Henrique Cardoso incluiu a recuperação da rodovia no seu plano estratégico Brasil em Ação, mas o projeto nunca saiu do papel.
Em 2007, foram destinados R$ 697 milhões para a reabertura da rodovia, investimento que fazia parte do Programa de Aceleração do Crescimento, de R$ 500 bilhões . Em 2008, o Exército iniciou a pavimentação de dois trechos: 190 quilômetros perto de Humaitá e outros 215 quilômetros mais ao norte, que levam a Manaus.

### Abandono, exigências ambientais e isolamento

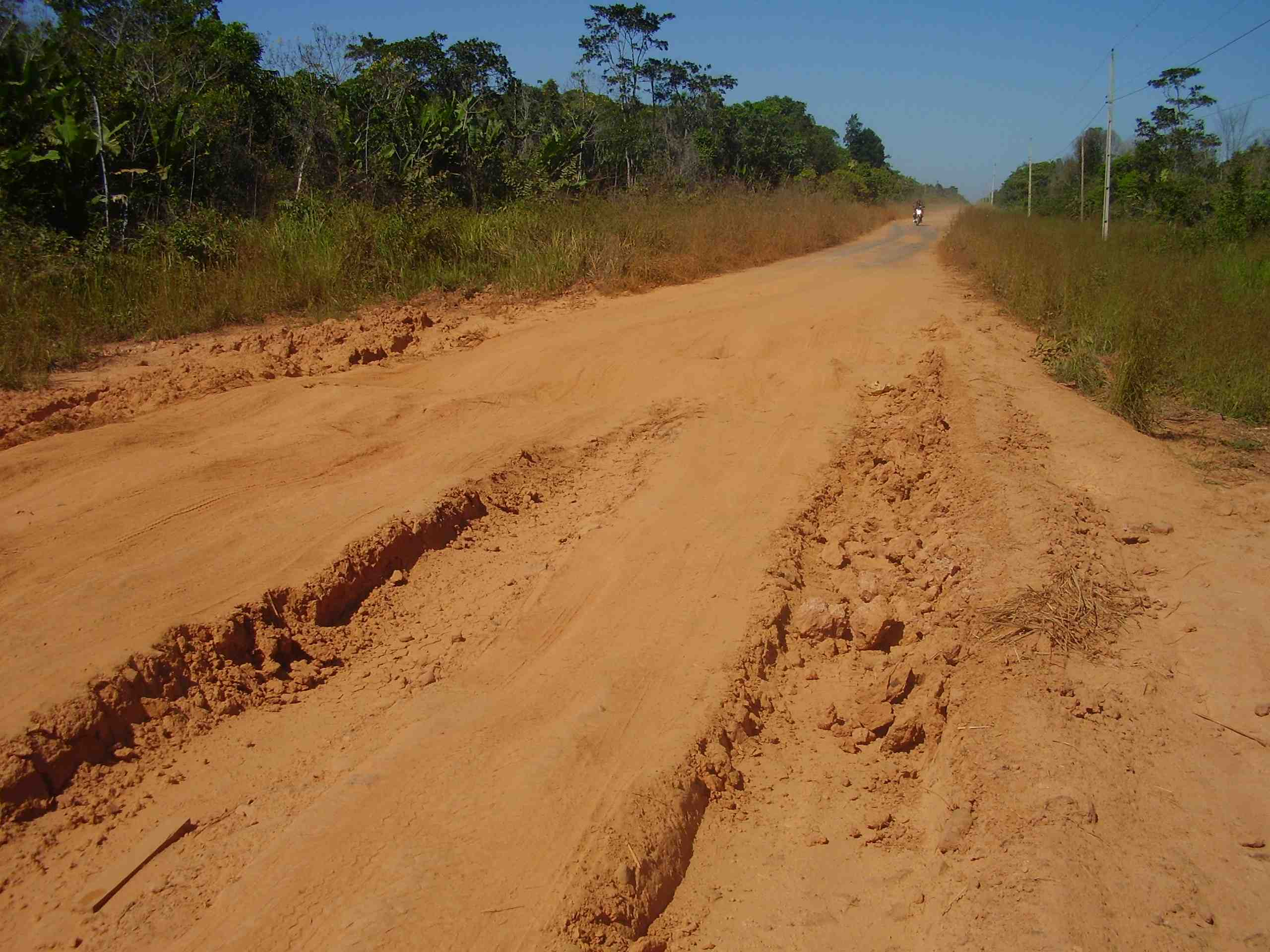
Trecho da rodovia em completo estado de abandono.

O IBAMA apresentou diversas exigências no seu parecer sobre o estudo de impacto ambiental encomendado pelo DNIT. Apenas a recuperação da rodovia transformou-se numa burocracia que se perpetua por décadas, custando R$ 111,5 milhões aos cofres públicos em estudos sobre fauna, flora, índios, arqueologia e epidemiologia. Eles são necessários para a obtenção das licenças que autorizam a obra.
Para liberar o trecho central, o mais deteriorado, o órgão exigiu a demarcação das unidades de conservação que foram criadas pelo governo no entorno da estrada, além de um sistema de monitoramento delas, e uma avaliação mais abrangente dos possíveis impactos da reabertura da BR-319. Foram criadas 28 unidades de conservação estaduais e federais na área de floresta em torno da estrada. O Departamento Nacional de Infraestrutura de Transportes (DNIT) diz que, em dez anos, mais de R$ 80 milhões foram gastos com estudos ambientais para a realização das obras.
Nesse intervalo, os estados do Amazonas e de Roraima, com suas populações somadas em mais de 4,6 milhões de habitantes, seguem sem nenhuma rodovia asfaltada que os liguem com o restante do Brasil.
Em 19 de janeiro de 2021, o prefeito de Manaus, David Almeida, disse que o enfrentamento ao novo coronavírus no Amazonas é dificultado pelo isolamento terrestre do estado em relação ao resto do país.
| “ | Este povo que preserva a floresta e que vive no isolamento é punido por preservar. A punição foi tão grande que pagamos com mortes. | ” |

disse o prefeito de Manaus ao criticar a não pavimentação da BR-319.

### Reabertura e pressão pela repavimentação
Em 2015 empresas rodoviárias voltaram a desbravar a rodovia federal BR-319 para unir os municípios do Amazonas. Moradores de Humaitá reuniram-se pela restauração da BR-319. O sul do Amazonas vê na BR-319 a saída para o desenvolvimento. O ex-governador do Amazonas, José Melo, aproveitou um encontro com o ministro do meio ambiente para propor soluções para acabar com os problemas enfrentados na BR-319. Segundo ele, a falta de estrutura da estrada que liga o Amazonas ao resto do Brasil, prejudica o escoamento da produção e isola o povo amazonense.
A Justiça Federal liberou obras em trecho da BR-319 que liga Manaus a Porto Velho, em 2017. Atendendo a um pedido do Departamento Nacional de Infraestrutura de Transporte (DNIT), o Tribunal Regional Federal da 1ª Região (TRF1) suspendeu o embargo das obras em trecho da BR-319, rodovia que liga Manaus (AM) a Porto Velho (RO). Anteriormente, a Justiça havia entendido que a autarquia teria extrapolado o aditivo ao termo de acordo de compromisso firmado com o Instituto Brasileiro do Meio Ambiente e dos Recursos Naturais Renováveis (IBAMA) que permitia apenas atividades de manutenção e conservação da rodovia entre os quilômetros 250 e 655.
O licenciamento foi elaborado do EIA-RIMA e o estudo do componente indígena para que o empreendimento consiga, junto ao IBAMA, a viabilidade ambiental por meio da licença prévia de repavimentação.

### Anúncio de pavimentação
Em 8 de novembro de 2019 — conforme compromisso assumido pelo Departamento Nacional de Infraestrutura de Transportes (DNIT) e o Ministério da Infraestrutura — foi publicado no Diário Oficial da União, o edital de licitação para contratação da empresa que vai elaborar o projeto básico e executivo de engenharia para pavimentação e melhoramentos do chamado “Trecho do Meio” da BR-319, no Amazonas. Este é mais um passo para garantir o asfaltamento deste trecho não pavimentado da BR-319, que é a única ligação rodoviária entre Manaus, capital do Amazonas, e Porto Velho, capital de Rondônia.
O edital de licitação contempla a pavimentação deste segmento da BR-319, como também melhoramentos, incluindo obras de arte especiais, que são pontes rodoviárias. O segmento fica localizado entre o km 250 e o km 656.
A BR-319 é fundamental para o escoamento de produtos agropecuários da região bem como da produção industrial da Zona Franca de Manaus, além de garantir o transporte de pessoas. As alternativas à rodovia são o transporte aéreo ou por barco, uma viagem que dura quase uma semana. São quase 800 quilômetros de extensão entre Porto Velho e Manaus, sendo que os segmentos localizados próximos às capitais estão asfaltados, totalizando quase 400 quilômetros.

#### Pavimentação em lotes
Em 24 de junho de 2020 foi publicado no Diário Oficial da União o edital para a contratação da empresa que ficará responsável pelas obras de pavimentação do lote C da BR-319 no Amazonas. Segundo o Ministério da Infraestrutura, serão pavimentados os primeiros 52 quilômetros, no trecho que vai do quilômetro 198 ao 250. Após as obras do lote C, será pavimentado o “trecho do meio”, com 405 quilômetros de extensão, que vai do quilômetro 250 ao 655.
De acordo com o Departamento Nacional de Infraestrutura de Transportes (DNIT), os estudos para licença ambiental do “trecho do meio” foram encaminhados aos órgãos responsáveis e o projeto já foi contratado. De acordo com Tarcísio Gomes, ministro infraestrutura, o plano é que toda a extensão da BR-319 esteja em obras até 2022.
Em 12 de janeiro de 2021 foi publicado no Diário Oficial da União o aviso de licitação para a contratação de uma empresa que será responsável pela elaboração do Plano Básico Ambiental (PBA), Inventário Florestal, Projeto Arqueológico, Estudos de Malária, execução de campanhas de fauna e demais obrigações ambientais necessárias à obtenção da Licença de Instalação e Autorização de Supressão de Vegetação (ASV), para a reconstrução e pavimentação da BR-319, segmento entre o km 250 ao km 655, denominado "trecho do meio".

#### Desabamentos
Em 28 de setembro de 2022, a ponte da BR-319 sobre o rio Curuçá a 96 km de Manaus desabou, matando quatro pessoas. Apesar da ponte ter nota 4 de um máximo de 5 de acordo com DNIT, ou seja, precisar de alguns reparos mas não ter danos estruturais, técnicos de empresas contratadas pela autarquia constataram danos críticos, o que levou a uma interdição para veículos pesados algum tempo antes do desabamento. Apesar da proibição, caminhões ocupavam a via no momento da queda. De acordo com a Folha de S. Paulo, o DNIT já tinha ciência da condição "calamitosa" da ponte há nove meses.
Exatos dez dias depois, em 8 de outubro de 2022, a ponte sobre o rio Autaz-Mirim a 120 km de Manaus também desabou, sem deixar vítimas. O ocorrido gerou desabastecimento na região.
Como solução provisória foi construída uma passagem seca no trecho sobre o Autaz-Mirim. Já na passagem do rio Curuçá, serão disponibilizadas balsas.

## Características
Ela é o principal acesso a várias cidades do sul do Amazonas, tais como:
- Humaitá
- Lábrea
- Manicoré

Ela também é o principal acesso a várias cidades do norte do Amazonas, tais como:
- Careiro
- Manaquiri
- Autazes
- Careiro da Várzea

Sua extensão é de 885 km, dos quais 820,1 no Amazonas e 64,9 em Rondônia.